# ئی‌ام‌سی ئی۲
ئی‌ام‌سی ئی۲ (انگلیسی: EMC E2) یک لوکوموتیو دیزلی ساخت شرکت الکترو-موتیو دیزل بوده است.
این لوکوموتیو که در سال ۱۹۳۷ تولید می‌شده دارای ۱۸۰۰ اسب بخار توان خروجی بوده است.